# サンリブ
株式会社サンリブは、福岡県北九州市若松区に本社を置き、九州地方や中国地方でスーパーマーケットを展開しているスーパーマーケットチェーンであり、運営店舗のブランド名でもある。
2017年8月までは、株式会社マルショクとともに『サンリブ・マルショクグループ』を形成していたが、翌月に同社を吸収合併した。以降、法人としては「サンリブ」「サンリブグループ」を名乗るが、「マルショク」は引き続き運営店舗のブランド名として残る。

## 概要
サンリブグループの中心企業。非上場企業ながら西日本（中国・四国・九州）では有数の規模を誇るスーパーマーケットチェーンである。1970年代のスーパーマーケット全盛期には、ユニード・壽屋・マルショクグループ（サンリブ）の三社が九州資本のスーパーとして繁盛していたが、ユニードと壽屋が消滅した現在では、九州資本のスーパーとしては最大手となった。現在でもイオンやイズミなどが攻勢を強める中、地域密着型で一定の存在感を保っている。ただし、最盛期には3千億円近くあったグループ全体の売上高は現在では2千億円を割り込む規模に縮小している。
かつては地域ごとに細かく事業会社が存在したが、1998年にそれらが統合されサンリブ社とマルショク社の2社となり両社で「サンリブ・マルショクグループ」を構成していた。業態にかかわらず地域で管轄を分担しており、サンリブ社が後述の地域を除く福岡県・佐賀県・山口県・広島県・現在は店舗がない長崎県、マルショク社が熊本県・大分県・宮崎県・現在は店舗がない鹿児島県と福岡県の行橋市・豊前市・みやこ町・うきは市・朝倉市を管轄していたが、熊本地震などの影響でマルショク社の経営が厳しくなったことなどもあり、グループ全体を1社で運営する方針に転換し、2017年9月1日付でサンリブ社がマルショク社を吸収合併した。

## 沿革
- 1947年11月25日 - 菊池済治氏が、大分県別府市に別府漬物佃煮有限会社を設立。
- 1949年 - 山口県下関市に関門食品株式会社を設立。
- 1950年 - 別府および下関市で、スーパーマーケットの前身となる製品の直売を兼ねた食料品店をスタートさせ、拡張を図る。
- 1951年 - 株式会社下関丸食を設立。
- 1952年 - 下関市1号店として幸町店をオープン。
- 1954年 - 別府市1号店として行合店をオープン。
- 1955年 - 株式会社北九州丸食を設立。
- 1960年 - 株式会社福岡丸食を設立。
- 1981年5月1日 - 北九州市八幡西区大浦に、折尾地区初の大規模小売店となるサンリブ折尾開店。
- 1964年 - マルショク長府店をオープン。
- 1982年 - 広島県府中町にサンリブ府中、熊本市にサンリブ水前寺、大分県宇佐市にサンリブ四日市、同県中津市にサンリブ中津がそれぞれ開店。
- 1983年12月13日 - 福岡県瀬高町（現みやま市瀬高町）にサンリブ瀬高開店。
- 1984年11月15日 - 日本のニュータウンとして開発された北九州市若松区高須地区にサンリブ高須開店。
- 1985年 - 折尾店に併設し折尾ホームセンター開店、その後2006年-2015年まではベスト電器が核テナントとなる。
- 1989年4月14日 - 北九州市八幡西区三ヶ森に、店舗面積10,490m2のサンリブ三ヶ森開店。
- 1990年11月21日 - 北九州市八幡西区木屋瀬にサンリブ木屋瀬開店。
- 1992年10月22日 - JR九州古賀駅前に、店舗総面積20,251m2のサンリブ古賀開店。
- 1993年10月29日 - 熊本市に、店舗面積26,632m2のサンリブシティくまなん開店。
- 1998年 - 株式会社丸食、株式会社福岡丸食、株式会社北九州丸食が合併し、株式会社サンリブとなる。同年、株式会社大分丸食、株式会社宮崎丸食が合併し、株式会社マルショクも設立されている。
- 2000年11月15日 - 福岡県宗像市のショッピングモール「くりえいと宗像」の核店舗として、同モールセントラルゾーンにサンリブくりえいと宗像開店。
- 2002年7月11日 - 山口県山口市（当時は吉敷郡阿知須町）にある大型ショッピングセンター「サンパークあじす」の核店舗だった壽屋が同年2月に経営破綻で閉店。閉店後の新しい核店舗として、サンリブ阿知須をオープン。
- 2005年4月2日 - 福岡県北九州市小倉南区に大型ショッピングセンターサンリブシティ小倉をオープン。
- 2005年11月1日 - 佐賀県に初進出。鳥栖市にある大型ショッピングセンター「ジョイフルタウン鳥栖（現・フレスポ鳥栖）」の核店舗として、サンリブ鳥栖をオープン（以前は寿屋鳥栖店だったが、経営破綻で2002年2月で閉店。その後ジャスコ鳥栖店が開店したが、2005年9月末で閉店していた）。
- 2007年
  - 詳細時期不明 - 創業60周年を迎える。
  - 10月 - 福岡県筑紫野市にある大型ショッピングセンター「筑紫野ベレッサ」（旧・筑紫野とうきゅう）の核店舗として、サンリブ筑紫野をオープン。但し運営期間が5年単位に設定されていたようで、2012年10月12日付で閉店、後継はかつて市内に店舗を構えていたルミエール。
- 2008年10月30日 - 北九州市小倉北区にあったダイエー朝日ヶ丘店跡地に「サンリブ朝日ヶ丘」をオープン。
- 2010年
  - 詳細時期不明 - サンリブ・マルショクグループ本社機能を小倉北区金田から小倉南区上葛原のサンリブシティ小倉内に移転。
  - 11月19日 - 山口県下関市にある複合商業施設「シーモール下関」の核店舗だった「ダイエー下関店」跡地にオープンした「シーモールest」の地下1階フロアに「サンリブシーモールエスト」をオープン。
- 2011年4月15日 - 福岡県福岡市西区にある大型複合商業施設「木の葉モール橋本」の核店舗として、「サンリブ木の葉モール橋本」がオープン。
- 2012年
  - 10月11日 - 北九州市八幡西区に「サンリブ黒崎」をオープン。
  - 10月25日 - 北九州市小倉南区の旧「ダイエー徳力店」跡地に「サンリブもりつね」をオープン。
- 2013年9月26日 - 北九州市小倉南区に「マルショク曽根店」をオープン。
- 2015年
  - 1月21日 - 北九州市小倉北区に「サンリブ西小倉」をオープン[2]。
  - 1月31日 - 店舗立替の為、サンリブ折尾及び折尾ホームセンターが閉店。
  - 10月24日 - 賃貸契約の任期満了に伴い、下関市のサンリブ東駅店閉店。
- 2016年4月27日 - サンリブ折尾の建替工事が完了、旧本館側は旧店舗同様地上2階建、旧折尾ホームセンター跡地は平屋建ての店舗とし、新規テナントにダイソー、マツモトキヨシ、ゲオなどを加え再オープン。
- 2017年
  - 6月1日 - サンリブ社がマルショク社を9月1日付で吸収合併する方針を発表[3]。
  - 9月1日 - 発表通りサンリブ社がマルショク社を吸収合併。
- 2018年
  - 7月31日 - シーモール下関内のサンリブシーモール店が、契約満了に伴い同日限りで閉店[4]、後継はマックスバリュ。
  - 9月30日 - かつてサンリブ本社を置いていた北九州市小倉北区のマルショク金田店を閉店。
- 2021年
  - 1月31日 - マルショク豊前店閉店[5]。
  - 6月30日 - マルショク行橋店閉店[5]。
  - 12月1日 - オール日本スーパーマーケット協会に加盟[6]。
  - 12月31日 - おのだサンパークに出店していたサンリブおのだ店が閉店[7]
- 2023年
  - 9月1日 - サンリブ三ヶ森店リニューアル工事に伴い閉店
  - 9月30日 - サンリブ三ヶ森店リニューアル工事を経て開店。一階に新たに不二家・TSUTAYA・Tully'sなどが入り、衣料品などが二階に集約される。一部店舗は9月1日に撤退している。
  - 10月31日 - マルショク二島店閉店[8]。

## 店舗の種類

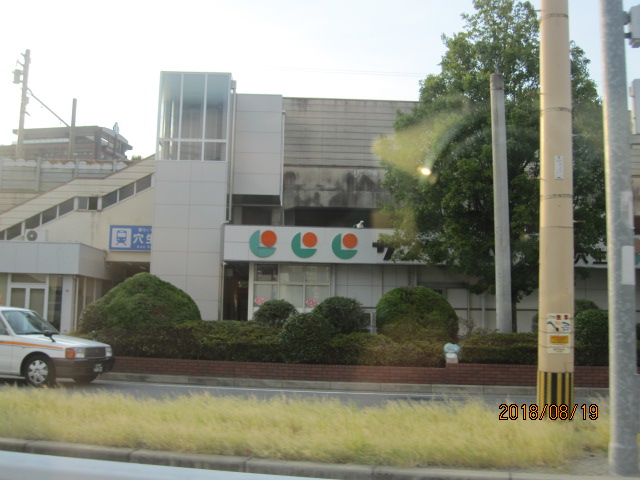
サンク FC ユーアイ 穴生の外観

サンリブ（GMS）
生活提案型の店舗。食品・日用雑貨・家電・衣料などの売場、各種専門店のテナント、文化情報サービス設備を展開している。5,000m2以上規模の大規模店舗。イオンやイトーヨーカ堂等と同様に食品スーパー業態だがマルショクではなくサンリブを名乗る店舗もある。
マルショク（SM）
生活密着・地域密着を重視する店舗。食品、衣料品や日用雑貨、書籍などの生活必需品をそろえる。1,000 - 3,000m2規模の中規模店舗、商圏は半径2km内外。
エル（EDLP）
「every day low price」を掲げたローコストオペレーション型の店舗。従来のディスカウントストアの安さと広さに、快適なショッピング環境とサービスを兼ね備える。店舗の規模の違いによってサンリブ・エルタイプとマルショク・エルタイプの展開をしている。
サンク・まるしょく屋（SM）
「サンク」はサンリブ社オリジナル、「まるしょく屋」は旧マルショク社の独自の形態である小型店舗。生鮮三品（青果・精肉・鮮魚）と、日用雑貨もそろえる。商圏は半径1km程度、広さは1,000m2以下の小型店舗。
FC展開も進めている。かつては「ポップコーン」もサンクから転換した店舗から始まったためサンリブFC部の監督下にあり店舗一覧にも載っていたが、現在はサンリブグループから独立している。
サンリブシティ（SC）
地域再開発まで含めたゾーン型店舗。食品・日用雑貨・家電・衣料などの売場、各種専門店のテナントのほか、フィットネスクラブ、カルチャースクール、レストラン、ゲームセンターなどを併設。2万m2以上の規模で、半径20km程度の商圏を想定している。かつてはサンリブシティ小倉（福岡県北九州市）のみサンリブ社の管轄だったが、2017年9月1日に株式会社マルショクを吸収合併したことにより、サンリブシティくまなん（熊本県熊本市）の運営も引き継いだ。
リブホール（DS）
2023年に展開を開始したディスカウント業態の店舗。生鮮三品（青果・精肉・鮮魚）を中心に、食品全般の鮮度と価格に拘る店舗としている。
新規開業店もあるが、基本的にはマルショク・サンリブの主に食品専門既存店の業態転換で対応する。

## サンリブ店舗一覧

### 中国地区
広島県
- 可部店（広島市安佐北区）
- 府中店（安芸郡府中町）
- 五日市店（広島市佐伯区）

山口県
- 阿知須店（山口市）
- 唐戸店（下関市）
- 萩店（萩市）
- 下松店（下松市）

### 北九州地区
北九州市小倉北区
- 到津店
- 朝日ヶ丘店
- 西小倉店
- きふね店

北九州市小倉南区
- サンリブシティ小倉
- もりつね店

北九州市八幡西区
- 折尾店
- 木屋瀬店
- 三ヶ森店
- 黒崎店

北九州市若松区
- 高須店
- 若松店

その他
- エル苅田店（京都郡苅田町）
- 直方店（直方市）
- くりえいと宗像店（宗像市）
- 田川店（田川市）

### 福岡地区
- 木の葉モール橋本（福岡市西区）
- 筑後店（筑後市）
- 久留米店（久留米市）

### 大分・佐賀地区
佐賀県
- 鳥栖店（鳥栖市）

大分県
- わさだ店（大分市）
- 明野店（大分市）
- 竹田店（竹田市）
- 臼杵店（臼杵市）
- さいき店（佐伯市）
- 杵築店（杵築市）
- 中津店（中津市）

### 熊本地区
熊本市
- サンリブシティくまなん（名称はサンリブだが管轄はグループ統合までマルショク社だった）
- サンリブ
  - しみず店

天草市
- 本渡店

## くらしらくカード・masaca!!
サンリブ社では、ポケットカード、富士通と提携したポイントカードを発行している。クレジット一体型は「くらしらくカード」の名称でポケットカードが発行し、2013年11月29日からスタートした現金専用型は「masaca!!（マサカ）」の名称でサンリブが発行し、富士通が技術支援している。「masaca!!」のコールセンターは富士通ソリューションスクエア内にある。
「くらしらくカード」「masaca!!」とも、サンリブ・マルショク各店での買い物の際、カードを提示またはカードで決済するとポイント（くらしらくポイント）が貯まる仕組みになっている。「くらしらくカード」には国際ブランドのマスターカードが付帯されており、サンリブグループの店舗だけではなく2000万店以上のマスターカード加盟店で利用できる。一方「masaca!!」は、クレジット機能が無い代わりに現金にてマネーをチャージして買い物の支払いに利用できるプリペイドカード機能が付帯されているほか、高齢者限定の「masaca!!α」カードも用意されている。「α」は各種運用面で通常の「masaca!!」よりも優遇されている。
サンリブ、マルショク以外の店舗（ポケットカード加盟店、マスターカード加盟店）でのショッピングは、一部入居テナントを除きくらしらくポイント付与の対象にはならないがポケットカードポイントは付与される。またカード事業はこれまでサンリブ社のみの事業で、マルショク社管轄の「サンリブ」「マルショク」各店ではカード会員の募集は一切行っていなかった他、くらしらくポイント付与の対象にはならなかったが、2014年10月27日からサンリブ長門、マルショク西条店、マルショク日南店を除くマルショク社管轄の「サンリブ」「マルショク」各店でも「くらしらくカード」「masaca!!」ともに利用が可能となった。